# 布鲁塞昂布卢瓦
布鲁塞昂布卢瓦（法語：Broussey-en-Blois，法語發音：[bʁusɛ ɑ̃ blwa]）是法国默兹省的一个市镇，位于该省东南部，属于科梅尔西区。

## 地理
布鲁塞昂布卢瓦（48°38'18"N, 5°32'56"E）面积11.04 平方千米，位于法国大東部大區默兹省，该省份为法国西北部内陆省份，北与比利时接壤，西接马恩省和阿登省，南至上马恩省和孚日省，东临默尔特-摩泽尔省。
与布鲁塞昂布卢瓦接壤的市镇（或旧市镇、城区）包括：莫瓦日、巴尔布尔河畔博韦、奈沃昂布卢瓦、索瓦、梅奥勒河畔维勒鲁瓦。

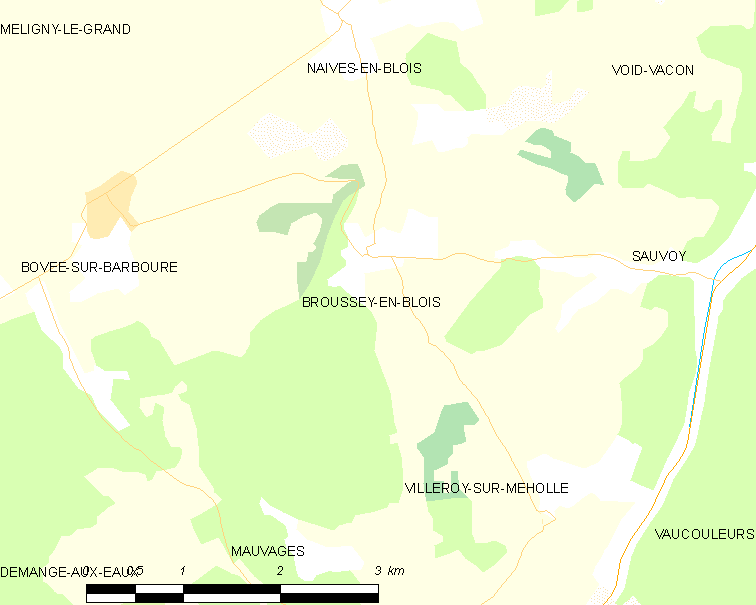
布鲁塞昂布卢瓦的OSM定位图

布鲁塞昂布卢瓦的时区为UTC+01:00、UTC+02:00（夏令时）。

## 行政
布鲁塞昂布卢瓦的邮政编码为55190，INSEE市镇编码为55084。

## 政治
布鲁塞昂布卢瓦所属的省级选区为沃库勒尔县。

## 人口

1962-2008年间布鲁塞昂布卢瓦人口变化图示

布鲁塞昂布卢瓦于2022年1月1日时的人口数量为57人。